# Ясмін Кхан
Ясмін Кхан (англ. Yasmin Khan), скорочено Яс — вигаданий персонаж британського довготривалого науково-фантастичного телесеріалу «Доктор Хто». Героїня була створена Крісом Чібноллом. Роль у серіалі виконує актриса Мендіп Ґілл. З першого епізоду одинадцятого сезону під назвою «Жінка, що впала на Землю» виступає супутником Тринадцятого Доктора (одного з втілень іншопланетного мандрівника у часі, роль виконує Джоді Віттакер). З Доктором також подорожують Грем О'Браян (грає Бредлі Велш) та Раян Сінклейр (Тосін Кол).
Ясмін також фігурує в епізодах дванадцятого сезону «Доктора Хто».

## Появи

### Телебачення
Персонаж уперше з'являється в епізоді «Жінка, що впала на Землю», де зображується, як поліцейська-стажерка. Живе у квартирі будівлі Парк Гілл, Шеффілд зі своєю сім'єю — батьками Хакімом і Наджією та сестрою Сонею. Училась разом з Раяном Сінклейром у початковій школі. Приїжджає на виклик Раяна, що знаходить небезпечний іншопланетний прилад, а пізніше знайомиться з Доктором, коли вона розслідує вторгнення прибульця-воїна Ціма-Шо у Шеффілд. Після перемоги над ним, Яс допомагає Докторові повернути її космічний корабель, проте випадково телепортується з нею і потрапляє у відкритий космос, де їх підбирають гоночні кораблі. Після цієї пригоди, Кхан погоджується стати супутником мандрівниці у часі, разом з Гремом О'Браяном та Раяном Сінклейром.
В епізоді «Демони Пенджабу» Ясмін просить Доктора повернутись назад у часі та поглянути, як жила бабуся Яс, Умбрін (у виконанні Аміти Сьюман). Думаючи, що вона зустріне свого дідуся, використовуючи його зламаний годинник, Яс ніде не знаходить його. Героїня залишається попри попередження Доктора, що дії Яс можуть призвести до того, що її ніколи не існуватиме. Персонажі дізнаються, що потрапили в 1947 рік — період Розділу Британської Індії. Під час цієї пригоди Яс бачить смерть першого чоловіка Умбрін та прибульців раси тиджарійців, що вшановують пам'ять померлих по всьому Всесвіту.
У двосерійній історії Spyfall Ясмін потрапляє в інший вимір, а після повернення звідти коментує перебування там як щось, схоже на смерть.

### Інші медіа
У вересні 2018 року було анонсовано три романи, події яких відбуваються між епізодами одинадцятого сезону — «Хороший Доктор», «Розплавлене серце» та «Бойові чарівники». Ясмін Кхан з'являється у кожному з творів, а також зображена на обкладинці «Бойових чарівників».

## Кастинг та виробництво
22 жовтня 2017 року було оголошено, що Мендіп Ґілл виконає роль одного з нових супутників Доктора в одинадцятому сезоні «Доктора Хто» і дебютує на екранах разом з Джоді Віттакер у 2018 році.
Мама Ясмін, Наджія Кхан (у виконанні Шобни Ґулаті), з'являється у четвертому епізоді одинадцятого сезону «Арахніди у Великій Британії».